# Ernst Schmidt (Konstrukteur)
Ernst Schmidt (* 25. März 1905 in Nürnberg; † 22. Dezember 1993 ebenda) war ein deutscher Motoren- und Motorradkonstrukteur.

## Leben
Nach der Lehrzeit bei MAN studierte Schmidt von 1923 bis 1926 am Technikum in Nürnberg Maschinenbau. Nach Zwischenstationen in Stein und Berlin begann Ernst Schmidt 1929 seine Laufbahn bei Zündapp in Nürnberg. Bereits im Jahr 1936 war er dort Chefkonstrukteur. In dieser Zeit war er verantwortlich für die Konstruktionen der Zündapp-Motorradmodelle KS 750 und KS 500 sowie für einen Flugmotor mit der Bezeichnung RLM 9-092 AO.
1939 wechselte Schmidt zu NSU und arbeitete am Kettenkrad.
Nach Kriegsende war Schmidt ab 1945 wieder Chefkonstrukteur bei Zündapp in Nürnberg und entwickelte die DB 202. Jedoch war sein wichtigstes Projekt die Entwicklung der Zündapp KS 601, die später den Beinamen Grüner Elefant trug.
Ernst Schmidt entwickelte auch den erfolgreichen, lange gebauten Motorroller Bella und den Motorradprototyp „B 250“ mit Boxermotor, der nicht in Serie ging. Nachdem Zündapp 1958 das Nürnberger Werk verkaufen musste und den Unternehmenssitz nach München verlegte, trat er in Nürnberg eine Stelle bei MAN an. Dort arbeitete er erfolgreich an der Entwicklung von Vielstoffmotoren. Ernst Schmidt ging als Oberingenieur im Jahr 1970 in den Ruhestand.